# Landhockey vid olympiska sommarspelen 2000
Resultaten från tävlingarna i landhockey vid olympiska sommarspelen 2000

## Medaljfördelning
| Event                           | Guld | Silver | Brons |
| Herrarnas turnering Detaljer... | Nederländerna Jacques Brinkman Jaap-Derk Buma Teun de Nooijer Jeroen Delmee Marten Eikelboom Piet-Hein Geeris Ronald Jansen Erik Jazet Bram Lomans Sander van der Weide Wouter van Pelt Diederik van Weel Remco van Wijk Stephan Veen Guus Vogels Peter Windt | Sydkorea Han Hyung-Bae Hwang Jong-Hyun Jeon Hong-Kwon Jeon Jong-Ha Ji Seung-Hwan Kang Keon-Wook Kim Chel-Hwan Kim Jung-Chul Kim Kyung-Seok Kim Yong-Bae Kim Yoon Lim Jong-Chun Lim Jung-Woo Seo Jong-Ho Song Seung-Tae Yeo Woon-Kon                                              | Australien Michael Brennan Adam Commens Stephen Davies Damon Diletti Lachlan Dreher Jason Duff Troy Elder James Elmer Paul Gaudoin Stephen Holt Brent Livermore Daniel Sproule Jay Stacy Craig Victory Matthew Wells Michael York                                                            |
| Damernas turnering Detaljer...  | Australien Kate Allen Alyson Annan Lisa Carruthers Renita Farrell Juliet Haslam Rechelle Hawkes Nikki Hudson Rachel Imison Clover Maitland Claire Mitchell-Taverner Jenny Morris Alison Peek Katrina Powell Angie Skirving Kate Starre Julie Towers           | Argentina Magdalena Aicega Mariela Antoniska Inés Arrondo Luciana Aymar María Paz Ferrari Anabel Gambero Soledad García María de la Paz Hernández Laura Maiztegui Mercedes Margalot Karina Masotta Vanina Oneto Jorgelina Rimoldi Cecilia Rognoni Ayelén Stepnik Paola Vukojicic | Nederländerna Minke Booij Ageeth Boomgaardt Julie Deiters Mijntje Donners Fatima Moreira de Melo Clarinda Sinnige Hanneke Smabers Minke Smeets Margje Teeuwen Carole Thate Daphne Touw Fleur van de Kieft Dillianne van den Boogaard Macha van der Vaart Suzan van der Wielen Myrna Veenstra |

## Medaljtabell
| Pl. | Nation        | Guld | Silver | Brons | Totalt |
| --- | ------------- | ---- | ------ | ----- | ------ |
| 1   | Nederländerna | 1    | 0      | 1     | 2      |
| 1   | Australien    | 1    | 0      | 1     | 2      |
| 2   | Argentina     | 0    | 1      | 0     | 1      |
| 2   | Sydkorea      | 0    | 1      | 0     | 1      |

## Grupper

### Herrar
Herrarnas turnering innehöll tolv lag i två grupper.
| Grupp A: - Nederländerna - Pakistan - Tyskland - Storbritannien - Malaysia - Kanada | Grupp B: - Australien - Sydkorea - Indien - Argentina - Polen - Spanien |

Då alla lagen mött varandra gick de två bäst placerade vidare till semifinalerna.

## Galleri

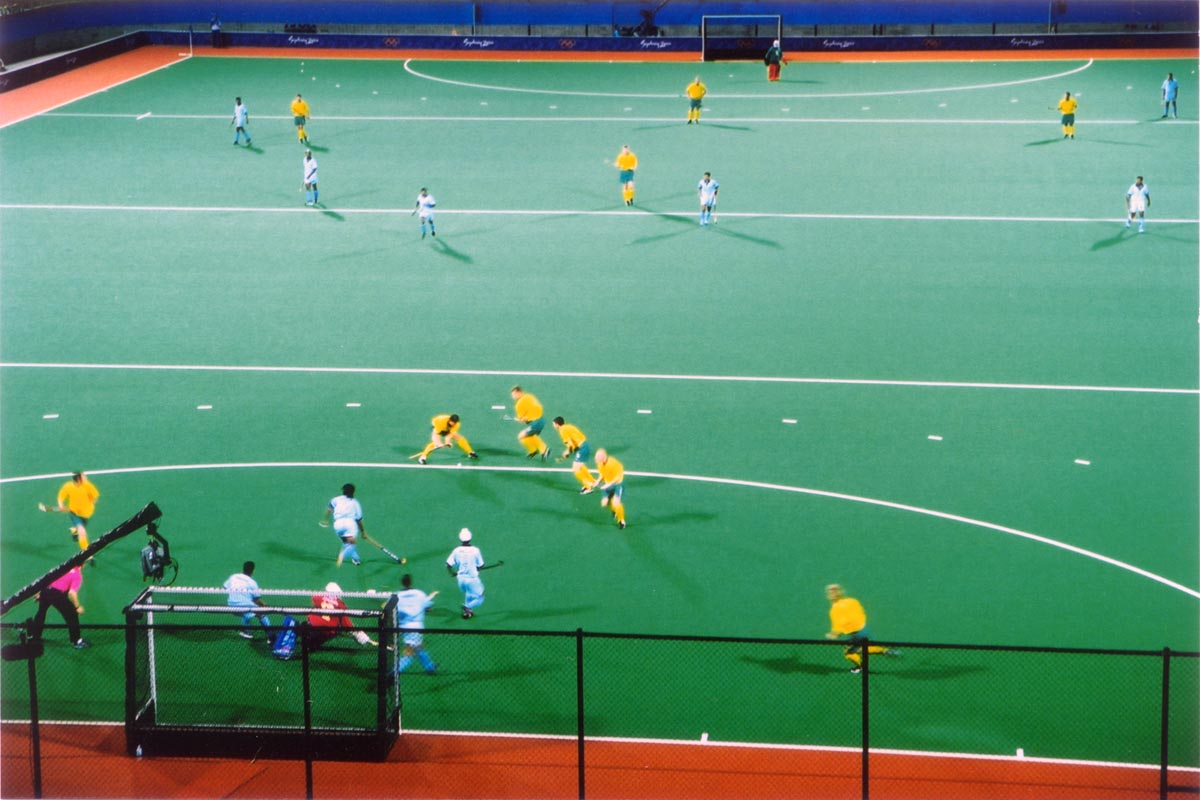
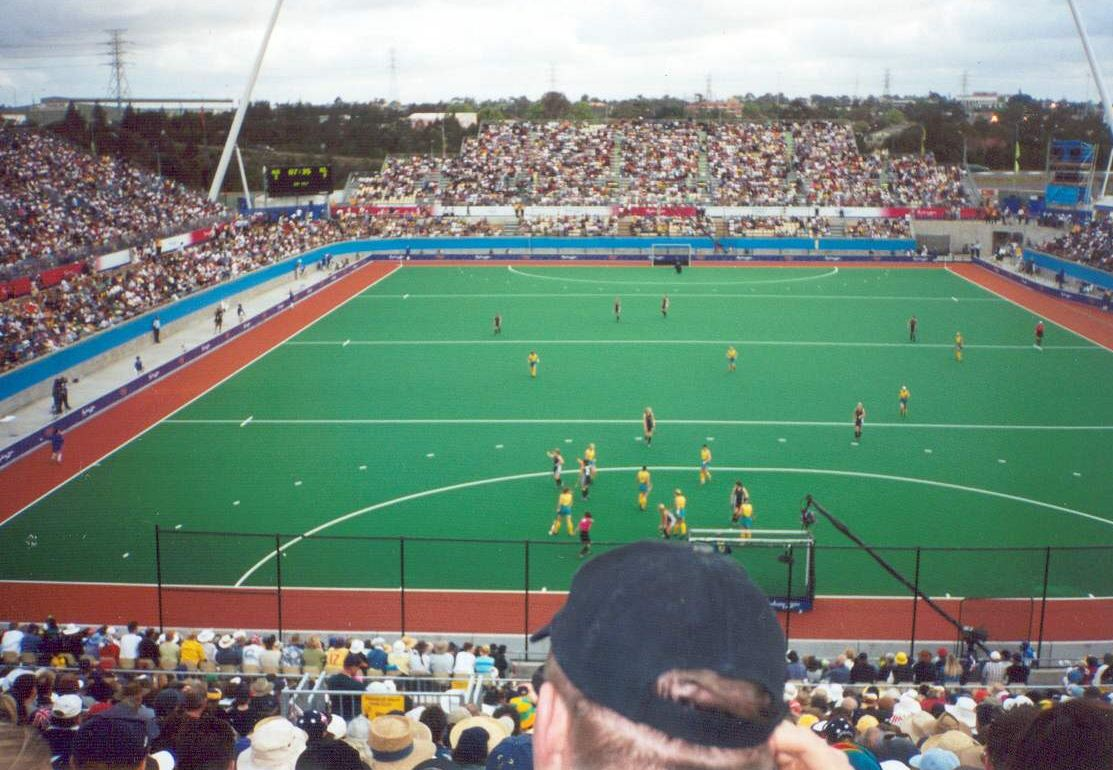
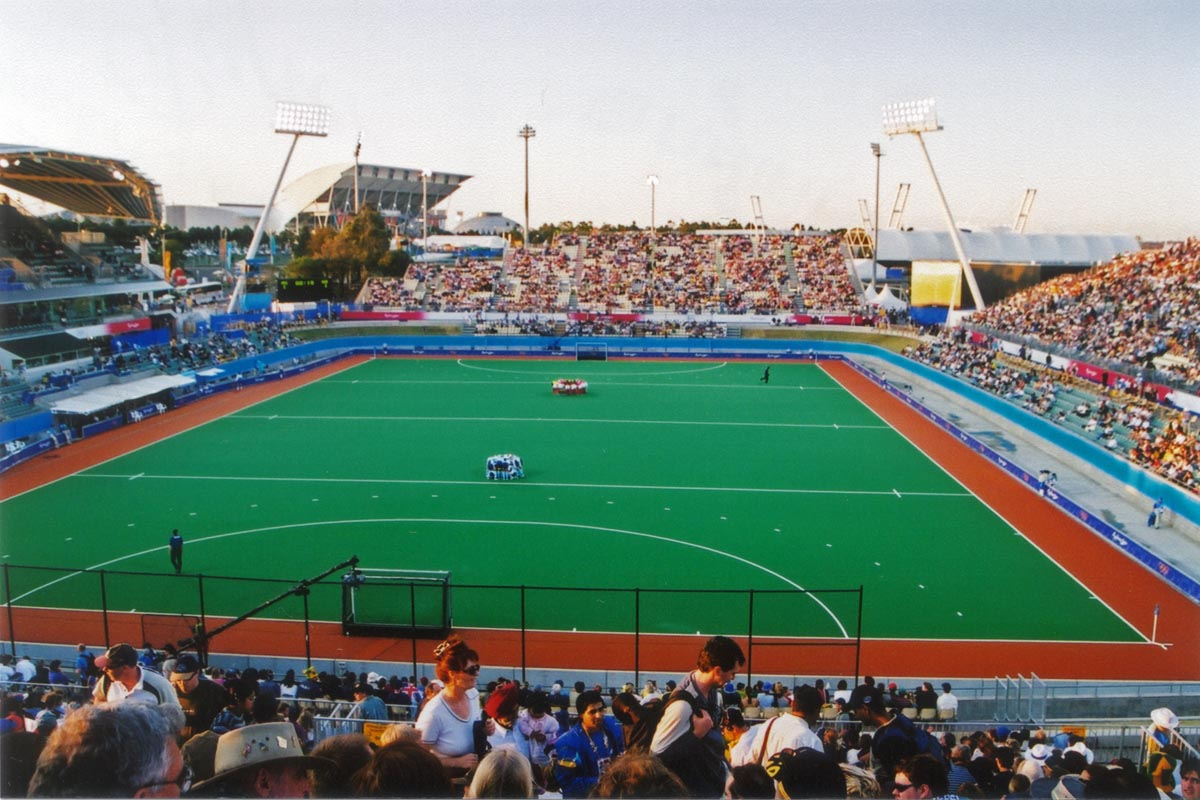
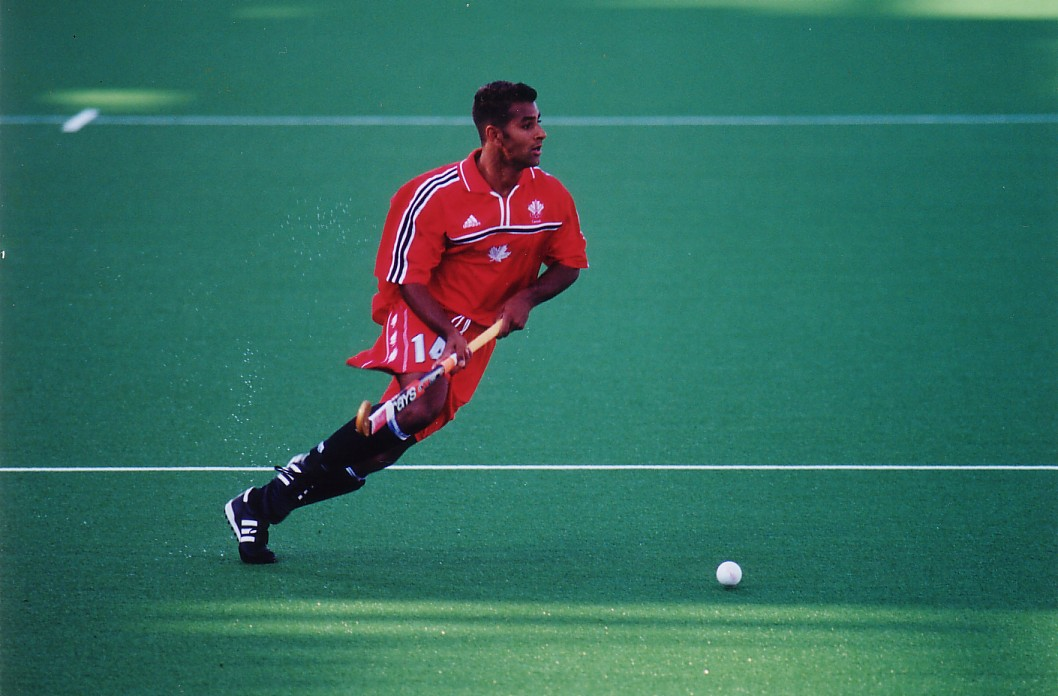

### Damer
Damernas turnering innehöll tolv lag i två grupper.
| Grupp A: - Australien - Argentina - Spanien - Storbritannien - Sydkorea | Grupp B: - Nya Zeeland - Kina - Nederländerna - Tyskland - Sydafrika |

Då alla lagen mött varandra gick de tre bäst placerade vidare till slutspelet.